# Отростки ресничного тела

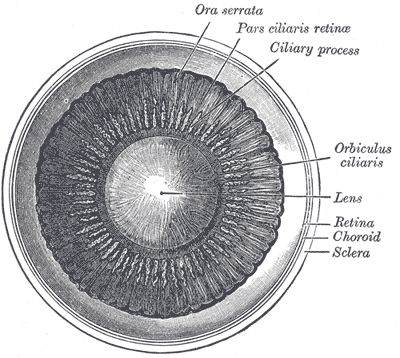
Передняя часть глазного яблока с задней стороны. Цилиарные отростки — вверху справа

Отростки ресничного тела, или Цилиарные отростки (лат. processus ciliares) — многочисленные выступления на передней внутренней поверхности цилиарного тела, отвечающие за образование водянистой влаги глаза. Место прикрепления цинновой связки.

## Строение
Цилиарные отростки расположены по кругу и образуют за радужной оболочкой вокруг хрусталика своеобразное «жабо». Совокупность цилиарных отростков называют цилиарной короной (corona ciliaris). От основания цилиарных отростков отходят передние волокна цинновой связки (подвешивает хрусталик), они направляются к задней поверхности хрусталика и, после перекрещения с передними зонулярными волокнами, прикрепляются недалеко от экватора хрусталика.
Количество цилиарных отростков варьирует в пределах 60—80, они расположены радиально один возле другого. Длина цилиарных отростков в среднем составляет 2 мм, высота 1 мм. Причем самая высокая часть отростка находится со стороны хрусталика.
Задняя внутренняя поверхность цилиарного тела, где отростков нет, называется цилиарным кругом (orbiculus ciliaris) или плоским отделом (pars plana).
Цилиарные отростки извне покрыты двухслойным эпителием. Внутренний слой пигментирован, внешний — нет. Именно непигментированный эпителий отвечает за образование водянистой влаги. Строма образована гладкомышечными клетками цилиарной мышцы, пронизанной густой сетью кровеносных сосудов и нервов.
К каждому цилиарному отростку подходит одна артериола, которая разветвляется на относительно широкие капилляры. Эндотелий этих капилляров фенестрирован, имеет относительно большие межклеточные поры, вследствие чего стенка этих капилляров высокопроницаема. Эпителий цилиарных отростков активно адсорбирует различные вещества (аминокислоты, глюкозу, иммуноглобулины и др.) и выделяет их с водянистой влагой в заднюю камеру глаза.